# FC Malcantone Agno
FC Malcantone Agno was een Zwitserse voetbalclub uit Agno, de club werd opgericht in 1955 en verdween na een fusie met AC Lugano in 2004. De clubkleuren waren wit en rood.

## Geschiedenis
FC Malcantone Agno werd in 1955 gesticht en speelde voortdurend in de lagere reeksen het hoogste resultaat werd de vierde plaats in de Challenge League in 2004 net voor de fusie met AC Lugano dat was een nieuw opgerichte club van een seizoen eerder en de voortzetting van FC Lugano. In 2013 werd er terug een ploeg opgericht FC Agno dat kan worden gezien als verderzetting van de club uit 1955.

## Resultaten
| Seizoen | Klasse | Klasse | Klasse | Klasse | Klasse | Klasse | Klasse | Klasse | Reeks             | Punten | Opmerkingen                       |
| Seizoen | I      | II     | III    | IV     | V      | VI     | VII    | VIII   | Reeks             | Punten | Opmerkingen                       |
| ------- | ------ | ------ | ------ | ------ | ------ | ------ | ------ | ------ | ----------------- | ------ | --------------------------------- |
| 1999/00 |        |        | 4      |        |        |        |        |        | 1. Liga (groep 3) | 47     |                                   |
| 2000/01 |        |        | 6      |        |        |        |        |        | 1. Liga (groep 3) | 44     |                                   |
| 2001/02 |        |        | 1      |        |        |        |        |        | 1. Liga (groep 3) | 63     | Promotie                          |
| 2002/03 |        | 3      |        |        |        |        |        |        | Challenge League  | 55     | Fusie met FC Lugano tot AC Lugano |

## Bekende ex-spelers
- Régis Rothenbühler
- Marco Padalino
- Mijat Marić
- Alberto Regazzoni

## Bekende ex-trainers
- Vladimir Petković